# Wspólnota administracyjna Odelzhausen
Wspólnota administracyjna Odelzhausen – dawna wspólnota administracyjna (niem. Verwaltungsgemeinschaft) w Niemczech, w kraju związkowym Bawaria, w rejencji Górna Bawaria, w regionie Monachium, w powiecie Dachau. Siedziba wspólnoty znajdowała się w miejscowości Odelzhausen. Powstała 1 maja 1978 w wyniku reformy administracyjnej i istniała do 31 grudnia 2016.
Wspólnota administracyjna zrzeszała trzy gminy wiejskie (Gemeinde): 
- Odelzhausen, 4 349 mieszkańców, 30,48 km²
- Pfaffenhofen an der Glonn, 1 805 mieszkańców, 20,90 km²
- Sulzemoos, 2 707 mieszkańców, 19,04 km²

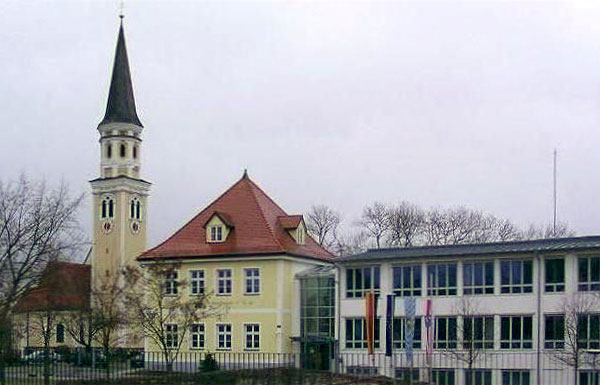
Ratusz oraz budynek siedziby wspólnoty administracyjnej